# Vittorio Amedeo Ranuzzi de’ Bianchi
Vittorio Amedeo Ranuzzi de’ Bianchi (ur. 14 lipca 1857 w Bolonii, zm. 16 lutego 1927 w Rzymie) – włoski duchowny katolicki, kardynał.

## Życiorys
Pochodził z rodu szlacheckiego. Ukończył seminarium w rodzinnym mieście, gdzie uzyskał doktoraty z teologii i utroque iure. Święcenia kapłańskie otrzymał 14 maja 1880 i rozpoczął pracę duszpasterską w rodzinnej archidiecezji, będąc również wykładowcą w seminaium. W latach 1894–1899 sprawował tam funkcję ojca duchownego. Od września 1899 pracował jako radca w nuncjaturze we Francji. W tym samym roku uzyskał tytuł prałata.
22 czerwca 1903 mianowany biskupem diecezji Recanati-Loreto. Sakry udzielił mu kardynał Pietro Respighi, wikariusz generalny Rzymu. W roku 1911 podniesiony do rangi tytularnego arcybiskupa Tyru i rozpoczął pracę u boku papieża, będąc mistrzem Komnaty Papieskiej, a od 7 września 1914 papieskim majordomusem. Na tej funkcji pozostał do śmierci. W roku 1916 otrzymał kapelusz kardynalski od Benedykta XV. Brał udział w konklawe 1922. Pochowany został w grobowcu rodzinnym na Cmentarzu Kartuzjańskim w Bolonii.